# Драгомир Тадић
Драгомир Тадић(1893 — 1976) био је српски архитекта и унивезитетски професор.

## Биографија
Рођен је 1893. године. Студије архитектуре је започео у Дрездену. Почетком Првог светског рата напустио је студије и као један од 1300 каплара прошао голготу српске војске. 
По завршетку рата Тадић одлази у Торино, па је ту у Италији окончао студије, а недуго затим и докторирао. По повратку у отаџбину био је професор Архитектонске школе од њеног оснивања 1924. године. Пројектовао је 151 цркву, укључујући и обнову Вождовачке цркве у Београду. Израдио је много звоника и црквених портала, а према његовој идеји изграђен је и улаз у Ботаничку башту „Јевремовац” у Београду.
После окончања Другог светског рата потпуно се посветио рестаурацији манастира. Тадић је одбио да уђе у Комунистичку партију Југославије. 
Током свог радног века, овај архитекта је пројектовао и краљев летњиковац у Милочеру, али и српску православну цркву Светог цара Лазара у Енглеској, у Бирмингему, где се налазио као болесник ратне 1942. године. Тадић је прво био немачки заробљеник Војске Краљевине Југославије, јер је рат дочекао у униформи, да би се касније обрео у Великој Британији.
Драгомир Тадић је умро 1976. године, а у знак признања од стране Српске православне цркве за пројектовање и рестаурацију бројних манастира, сахрањен је у порти манастира Раковица.